# Selección femenina de fútbol sub-20 de Chile
La Selección de fútbol femenino sub 20 de Chile es el equipo representativo del país en las competiciones oficiales de fútbol femenino de la categoría Sub-20. Su organización está a cargo de la Federación de Fútbol de Chile, la cual es miembro de la Conmebol.
A diferencia de su contraparte masculina, la selección femenina Sub-20 carece poco de éxitos internacionales; salvo un Cuarto Lugar en los Campeonatos Sudamericanos Femeninos del 2008 y 2010, y una medalla de plata en los Juegos ODESUR Santiago 2014. Su debut en un torneo mundial fue la Copa Mundial Femenina de Fútbol Sub-20 de 2008, a la que se encontraba clasificada por derecho de organizador y sacando el 14° Lugar de la tabla mundialista.

## Historia

### Campeonato Sudamericano Femenino Sub-19 Brasil 2004
El Campeonato Sudamericano Femenino Sub-19 de 2004 fue la I edición de este torneo, se disputó entre el 25 y el 29 de mayo de 2004. El torneo contó con una ronda previa que se jugó por zonas, estuvo integrada por tres grupos de tres equipos, de los cuales clasificaría el primero de cada uno a la fase final. La fase final sería un cuadrangular, y el primer lugar conseguiría el Campeonato Sudamericano y la clasificación a la Copa Mundial Femenina de Fútbol Sub-19 de 2004 a disputarse en Tailandia. La categoría de este torneo posteriormente sería sustituida por la categoría sub-20.
En dicha ocasión, La Rojita Sub-20 conformó el Grupo "B", junto a las selecciones femeninas de Perú y Bolivia. Chile, en su debut, perdió ante Bolivia por una goleada de 9 a 1. En su segundo partido, Chile también vuelve a perder con Perú por una goleada de 5 a 0. Con estos resultados, Chile queda fuera del grupo y, por ende, fuera del torneo sin puntos completando su peor actuación en estos torneos.
| Equipo  | Pts. | PJ | PG | PE | PP | GF | GC | Dif |
| ------- | ---- | -- | -- | -- | -- | -- | -- | --- |
| Bolivia | 6    | 2  | 2  | 0  | 0  | 14 | 1  | +13 |
| Perú    | 3    | 2  | 1  | 0  | 1  | 5  | 5  | 0   |
| Chile   | 0    | 2  | 0  | 0  | 2  | 1  | 14 | -13 |

| 11 de mayo de 2004 | Bolivia | 9:1 | Chile | Estadio Olímpico Patria, Sucre, Bolivia |  |
|                    |         |     |       | Asistencia: 30.000 espectadores         |  |

| 13 de mayo de 2004 | Perú                                                                         | 5:0     | Chile | Estadio Olímpico Patria, Sucre, Bolivia |                                        |
|                    | Miriam Tristán 18' 86' Lissett Díaz 36' Loren Cortez 37' Leslie Guerrero 71' | Reporte |       | Árbitro(s): Florencia Romano Argentina  | Árbitro(s): Florencia Romano Argentina |

### Campeonato Sudamericano Femenino Sub-20 Chile 2006
El Campeonato Sudamericano Femenino Sub-20 de 2006 fue la II edición de este torneo, a disputarse en Chile entre el 04 y el 20 de enero de 2006. Además, las dos selecciones sudamericanas que obtengan los primeros 2 lugares conseguirán la clasificación a la Copa Mundial Femenina de Fútbol Sub-20 de 2006 a disputarse en Rusia.
Con este torneo, Chile tenía la oportunidad de mejorar su actuación del certamen pasado aprovechando su condición de anfitrión. Conformó el Grupo "A" junto a las selecciones femeninas de Brasil, Perú, Uruguay y Venezuela. En su primer partido, La Rojita sub-20 pierde, por goleada, ante Brasil por la cuenta de 8 a 1. En su segundo partido, Chile empata con Venezuela por la cuenta de 2 a 2. En su tercer partido, Chile se para bien ganándole a Uruguay por la cuenta de 3 a 1, y en su cuarto partido vuelve a perder por goleada ante Perú por la cuenta de 4 a 3. Tras esto, Chile queda tercero en su grupo con 4 puntos, lo cual que no le alcanza a clasificar a la "segunda fase" y completando otra mala campaña de estos campeonatos.
| Equipo    | Pts. | PJ | PG | PE | PP | GF | GC | Dif |
| --------- | ---- | -- | -- | -- | -- | -- | -- | --- |
| Brasil    | 12   | 4  | 4  | 0  | 0  | 28 | 1  | +27 |
| Perú      | 7    | 4  | 2  | 1  | 1  | 6  | 9  | -3  |
| Chile     | 4    | 4  | 1  | 1  | 2  | 9  | 15 | -6  |
| Venezuela | 3    | 4  | 0  | 3  | 1  | 5  | 12 | -7  |
| Uruguay   | 1    | 4  | 0  | 1  | 3  | 3  | 14 | -11 |

| 4 de enero de 2006 | Chile | 1:8 | Brasil | Estadio Sausalito, Viña del Mar |  |

| 6 de enero de 2006 | Chile | 2:2 | Venezuela | Estadio Sausalito, Viña del Mar |  |

| 8 de enero de 2006 | Chile | 3:1 | Uruguay | Estadio Sausalito, Viña del Mar |  |

| 12 de enero de 2006 | Chile | 3:4 | Perú | Estadio Sausalito, Viña del Mar |  |

### Campeonato Sudamericano Femenino Sub-20 Brasil 2008
El Campeonato Sudamericano Femenino Sub-20 de 2008 fue la tercera edición de este torneo, disputado en Brasil entre el 07 y el 23 de marzo de 2008.
En este campeonato, Chile decide entrar a jugar, como modo de preparación para la Copa Mundial Femenina Sub-20 realizada en su propio país y que se disputaba en ese mismo año.
Dicha ocasión, a Chile se le asignó el Grupo "B" junto a Argentina, Colombia, Venezuela y Uruguay. En su primer partido, La Rojita empata con Venezuela por 1 a 1. En su segundo partido, pierde por la cuenta mínima de 1 a 0 ante Colombia. En su tercer partido, Las chicas de rojo recuperan la confianza ganándole a Uruguay en goleada por la cuenta de 6 a 1. En su último partido, Chile le gana a Argentina por un marcado estrecho de 2 a 1, permitiéndole clasificar a la "Segunda Fase" del torneo por primera vez en su historia.
Ya en la Segunda Fase, Chile pierde por 3 a 0 ante la poderosa escuadra femenina de Brasil. En su segundo cortejo, pierde también ante Argentina por un marcador de 3 a 2 y en último partido, vuelve a perder ante Paraguay por una goleada de 4 a 1. Con esto, La Rojita se despedía del torneo con un cuarto lugar de la tabla general, pero aun así le permitía estar en el mundial femenino de ese año por ser el antifitrión de ese torneo.
| Equipo    | Pts | PJ | PG | PE | PP | GF | GC | Dif |
| --------- | --- | -- | -- | -- | -- | -- | -- | --- |
| Argentina | 9   | 4  | 3  | 0  | 1  | 7  | 4  | +3  |
| Chile     | 7   | 4  | 2  | 1  | 1  | 9  | 4  | +5  |
| Colombia  | 7   | 4  | 2  | 1  | 1  | 7  | 5  | +2  |
| Venezuela | 3   | 4  | 0  | 3  | 1  | 5  | 6  | -1  |
| Uruguay   | 1   | 4  | 0  | 1  | 3  | 5  | 14 | -9  |

| 18:00 - 8 de marzo de 2008 | Venezuela | 1:1 (1:0) | Chile | Estela D´Alva, Bagé             |                                 |
|                            |           | Reporte   |       | Árbitro(s): Juana DELGADO (ECU) | Árbitro(s): Juana DELGADO (ECU) |

| 16:00 - 10 de marzo de 2008 | Chile | 0:1 (0:1) | Colombia | Estela D´Alva, Bagé            |                                |
|                             |       | Reporte   |          | Árbitro(s): Silvia REYES (PER) | Árbitro(s): Silvia REYES (PER) |

| 16:00 - 12 de marzo de 2008 | Uruguay | 1:6 (0:2) | Chile | Estela D´Alva, Bagé               |                                   |
|                             |         | Reporte   |       | Árbitro(s): Shirley CORNEJO (BOL) | Árbitro(s): Shirley CORNEJO (BOL) |

| 20:00 - 16 de marzo de 2008 | Chile | 2:1 (1:1) | Argentina | Estela D´Alva, Bagé               |                                   |
|                             |       | Reporte   |           | Árbitro(s): Shirley CORNEJO (BOL) | Árbitro(s): Shirley CORNEJO (BOL) |

#### Segunda Fase
| Equipo    | Pts | PJ | PG | PE | PP | GF | GC | Dif |
| --------- | --- | -- | -- | -- | -- | -- | -- | --- |
| Brasil    | 9   | 3  | 3  | 0  | 0  | 8  | 0  | 8   |
| Argentina | 6   | 3  | 2  | 0  | 1  | 7  | 7  | 0   |
| Paraguay  | 3   | 3  | 1  | 0  | 2  | 6  | 8  | -2  |
| Chile     | 0   | 3  | 0  | 0  | 3  | 4  | 10 | -6  |

| 16:00 - 19 de marzo de 2008 | Brasil | 3:0 (2:0) | Chile | Universidad Católica, Porto Alegre  |                                     |
|                             |        | Reporte   |       | Árbitro(s): Gabriela BANDEIRA (URU) | Árbitro(s): Gabriela BANDEIRA (URU) |

| 18:00 - 21 de marzo de 2008 | Argentina | 3:2 (0:1) | Chile | Universidad Católica, Porto Alegre |                                 |
|                             |           | Reporte   |       | Árbitro(s): Juana DELGADO (ECU)    | Árbitro(s): Juana DELGADO (ECU) |

| 18:00 - 23 de marzo de 2008 | Paraguay | 4:2 (3:0) | Chile | Universidad Católica, Porto Alegre |                                   |
|                             |          | Reporte   |       | Árbitro(s): Shirley CORNEJO (BOL)  | Árbitro(s): Shirley CORNEJO (BOL) |

### Copa Mundial Femenina de Fútbol Sub-20 Chile 2008

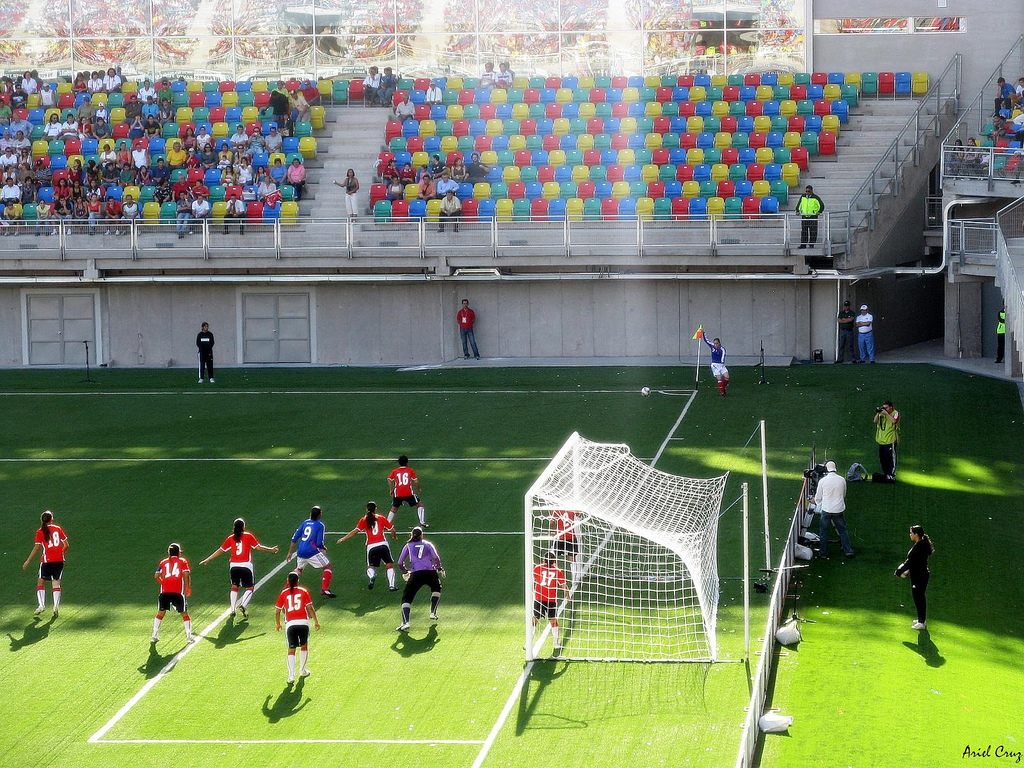
Selección femenina sub-20 de Chile jugando en el Estadio Bicentenario de La Florida en su partido inaugural.

La Copa Mundial Femenina Sub-20 de la FIFA Chile 2008™ (FIFA U-20 Women's World Cup Chile 2008™, en inglés) fue la IV versión de la Copa Mundial Femenina de Fútbol Sub-20, realizada cada dos años por la FIFA. Esta versión del torneo se realizó en Chile, siendo la primera vez que un evento mundialista de fútbol femenino se disputa en América Latina.
En este mundial, La Roja Femenina Sub-20 como anfitriona, conformó el llamado "Grupo de la Muerte"; que también fue llamado así por la jerarquía futbolística de sus rivales en ese grupo; en el Grupo "A", junto a las selecciones femeninas de Inglaterra, Nueva Zelanda y Nigeria.
En su primer partido, Chile pierde ante Inglaterra por 2 a 0, con una actuación formidable de la portera chilena Christiane Endler. En su segundo partido, Chile vuelve a perder por un marcador estrecho ante Nueva Zelanda por 4 a 3. En su tercer y último partido, vuelve a perder esta vez ante Nigeria por 2 a 0. Tras esto, La Rojita queda ultima en la tabla sin puntos y sin clasificar a los octavos de final; sin embargo, los medios de comunicación , tanto nacionales como internacionales, destacaron la actuación formidable en esta primera fase a la portera chilena Christiane Endler mereciéndola ser nombrada como la segunda mejor arquera del torneo (solo por detrás de la portera estadounidense Alyssa Naeher y siendo introducida en el "Equipo Ideal" del torneo.
| Equipo        | Pts | PJ | PG | PE | PP | GF | GC | Dif |
| ------------- | --- | -- | -- | -- | -- | -- | -- | --- |
| Nigeria       | 7   | 3  | 2  | 1  | 0  | 6  | 3  | 3   |
| Inglaterra    | 5   | 3  | 1  | 2  | 0  | 4  | 2  | 2   |
| Nueva Zelanda | 4   | 3  | 1  | 1  | 1  | 7  | 7  | 0   |
| Chile         | 0   | 3  | 0  | 0  | 3  | 3  | 8  | -5  |

| 19 de noviembre de 2008, 21:00 | Chile | 0:2 (0:0) | Inglaterra             | Estadio Francisco Sánchez Rumoroso, Coquimbo                                  |                                                                               |
|                                |       | Reporte   | Chaplen 54' Duggan 79' | Asistencia: 15.045 espectadores Árbitro(s): Jennifer Bennett (Estados Unidos) | Asistencia: 15.045 espectadores Árbitro(s): Jennifer Bennett (Estados Unidos) |

| 22 de noviembre de 2008, 21:00 | Chile                               | 3:4 (0:2) | Nueva Zelanda                    | Estadio Francisco Sánchez Rumoroso, Coquimbo                          |                                                                       |
|                                | Mardones 50' Pardo 83' Zamora 90'+2 | Reporte   | White 20', 36'(p), 74' Leota 66' | Asistencia: 16.324 espectadores Árbitro(s): Erika Vargas (Costa Rica) | Asistencia: 16.324 espectadores Árbitro(s): Erika Vargas (Costa Rica) |

| 26 de noviembre de 2008, 19:00 | Nigeria                    | 2:0 (2:0) | Chile | Estadio Municipal Germán Becker, Temuco                                  |                                                                          |
|                                | Guajardo (ag) 15' Orji 41' | Reporte   |       | Asistencia: 18.125 espectadores Árbitro(s): Bibiana Steinhaus (Alemania) | Asistencia: 18.125 espectadores Árbitro(s): Bibiana Steinhaus (Alemania) |

Plantilla
| - Arqueras: 7 Christiane Endler, 1 Romina Parraguirre, 12 (Karla Ureta). - Defensas: 2 Valentina Lefort, 3 Javiera Guajardo, 4 Cyntia Aguilar, 5 Tatiana Peréz, 17 Geraldine Leyton, 15 Juanita Peña. - Mediocampistas: 6 Pamela Coihuin, 8 Karen Araya, 10 Maryorie Hernández, 13 Dominique Hisis, 14 Daniela Pardo (C), 16 María Mardones, 18 Daniela Fuenzalida, 19 Andrea Zúñiga, 20 Carol Negron, 21 Valeska Baigorri. - Delanteras: 9 Nathalie Quezada, 11 Daniela Zamora. - Entrenador: Marta Tejedor. |

### Campeonato Sudamericano Femenino Sub-20 Colombia 2010
El Campeonato Sudamericano Femenino Sub-20 de 2010 fue la cuarta edición de este torneo, disputado en Colombia entre el 3 y 17 de marzo de 2010. 
En este campeonato, Las Chicas de Rojo ya contaban con la experiencia mundialista de hace dos años para enfrentar este torneo. Conformo el Grupo "A" junto a las selecciones femeninas de Colombia, Ecuador, Argentina y Bolivia.
En su primer partido, Chile le gana a Argentina por la cuenta mínima de 1 a 0. En el segundo partido, pierde ante Colombia por la cuenta estrecha de 2 a 1. En el tercer partido, Chile vuelve a ganar ante Ecuador por la cuenta mínima de 1 a 0 y en su último partido, vuelve a ganar otra vez ante Bolivia goleando por 3 a 0. Con estos resultados, Las Chicas de Rojo pasan a Segunda Fase quedando segundas en su grupo con 9 puntos.
Ya en Segunda Fase, Chile pierde ante Brasil por 3 a 1 y en su último duelo, pierde ante Paraguay por la goleada de 6 a 0. Con estos resultados, Las Chicas de Rojo vuelven a sacar el cuarto lugar de la tabla general y no alcanzan a clasificar a la Copa Mundial del 2010.
| Equipo    | Pts | PJ | PG | PE | PP | GF | GC | Dif |
| --------- | --- | -- | -- | -- | -- | -- | -- | --- |
| Colombia  | 12  | 4  | 4  | 0  | 0  | 8  | 2  | 6   |
| Chile     | 9   | 4  | 3  | 0  | 1  | 6  | 2  | 4   |
| Ecuador   | 6   | 4  | 2  | 0  | 2  | 4  | 4  | 0   |
| Argentina | 3   | 4  | 1  | 0  | 3  | 2  | 4  | -2  |
| Bolivia   | 0   | 4  | 0  | 0  | 4  | 0  | 8  | -8  |

| 3 de marzo de 2010, 18:00 | Argentina | 0:1 (0:1) | Chile      | Estadio Alfonso López, Bucaramanga            |                                               |
|                           |           |           | Zamora 30' | Árbitro(s): Ana Karina Marques Alves (Brasil) | Árbitro(s): Ana Karina Marques Alves (Brasil) |

| 5 de marzo de 2010, 20:00 | Colombia                     | 2:1 (1:0) | Chile    | Estadio Alfonso López, Bucaramanga      |                                         |
|                           | Ariza 4' · Rincón 87' (pen.) |           | Moya 71' | Árbitro(s): Gabriela Bandeira (Uruguay) | Árbitro(s): Gabriela Bandeira (Uruguay) |

| 7 de marzo de 2010, 18:00 | Chile        | 1:0 (0:0) | Ecuador | Estadio Alfonso López, Bucaramanga    |                                       |
|                           | Espinoza 88' |           |         | Árbitro(s): Cynthia Franco (Paraguay) | Árbitro(s): Cynthia Franco (Paraguay) |

| 9 de marzo de 2010, 18:00 | Chile                                     | 3:0 (0:0) | Bolivia | Estadio Alfonso López, Bucaramanga         |                                            |
|                           | Maquiavello 62' · Araya 85' · Huenteo 90' |           |         | Árbitro(s): Melany Giannina Bermejo (Perú) | Árbitro(s): Melany Giannina Bermejo (Perú) |

#### Segunda Fase
| Pos. | Equipo   | Pts | PJ | PG | PE | PP | GF | GC | Dif. |
| ---- | -------- | --- | -- | -- | -- | -- | -- | -- | ---- |
| 1    | Brasil   | 6   | 2  | 2  | 0  | 0  | 5  | 1  | +4   |
| 2    | Colombia | 3   | 2  | 1  | 0  | 1  | 2  | 1  | +1   |
| 3    | Paraguay | 3   | 2  | 1  | 0  | 1  | 7  | 2  | +5   |
| 4    | Chile    | 0   | 2  | 0  | 0  | 2  | 1  | 9  | -8   |

| 15 de marzo de 2010, 18:00 | Brasil                | 3:1 (2:1) | Chile            | Estadio Alfonso López, Bucaramanga                 |                                                    |
|                            | Santana 17', 35', 68' |           | Araya 18' (pen.) | Árbitro(s): Estela Alvares de Oliveira (Argentina) | Árbitro(s): Estela Alvares de Oliveira (Argentina) |

| 17 de marzo de 2010, 18:00 | Chile | 0:6 (0:2) | Paraguay                                                           | Estadio Alfonso López, Bucaramanga                 |                                                    |
|                            |       |           | Vázquez 31' (pen.) · Fleitas 43', 46', 81' · Aquino 49' · Díaz 79' | Árbitro(s): Estela Alvares de Oliveira (Argentina) | Árbitro(s): Estela Alvares de Oliveira (Argentina) |

## Estadísticas

### Copa Mundial Femenina de Fútbol Sub-20
| Año   | Ronda             | Posición          | PJ                | PG                | PE                | PP                | GF                | GC                | Goleadora                   |
| ----- | ----------------- | ----------------- | ----------------- | ----------------- | ----------------- | ----------------- | ----------------- | ----------------- | --------------------------- |
| 2002  | Sin participación | Sin participación | Sin participación | Sin participación | Sin participación | Sin participación | Sin participación | Sin participación | Sin participación           |
| 2004  | No clasificó      | No clasificó      | No clasificó      | No clasificó      | No clasificó      | No clasificó      | No clasificó      | No clasificó      | No clasificó                |
| 2006  | No clasificó      | No clasificó      | No clasificó      | No clasificó      | No clasificó      | No clasificó      | No clasificó      | No clasificó      | No clasificó                |
| 2008  | Fase de grupos    | 14.º              | 3                 | 0                 | 0                 | 3                 | 3                 | 8                 | Mardones, Pardo y Zamora; 1 |
| 2010  | No clasificó      | No clasificó      | No clasificó      | No clasificó      | No clasificó      | No clasificó      | No clasificó      | No clasificó      | No clasificó                |
| 2012  | No clasificó      | No clasificó      | No clasificó      | No clasificó      | No clasificó      | No clasificó      | No clasificó      | No clasificó      | No clasificó                |
| 2014  | No clasificó      | No clasificó      | No clasificó      | No clasificó      | No clasificó      | No clasificó      | No clasificó      | No clasificó      | No clasificó                |
| 2016  | No clasificó      | No clasificó      | No clasificó      | No clasificó      | No clasificó      | No clasificó      | No clasificó      | No clasificó      | No clasificó                |
| 2018  | No clasificó      | No clasificó      | No clasificó      | No clasificó      | No clasificó      | No clasificó      | No clasificó      | No clasificó      | No clasificó                |
| 2022  | No clasificó      | No clasificó      | No clasificó      | No clasificó      | No clasificó      | No clasificó      | No clasificó      | No clasificó      | No clasificó                |
| 2024  | No clasificó      | No clasificó      | No clasificó      | No clasificó      | No clasificó      | No clasificó      | No clasificó      | No clasificó      | No clasificó                |
| 2026  | Por definir       | Por definir       | Por definir       | Por definir       | Por definir       | Por definir       | Por definir       | Por definir       | Por definir                 |
| Total |                   | 30.º              | 3                 | 0                 | 0                 | 3                 | 3                 | 8                 | Mardones, Pardo y Zamora; 1 |

### Campeonato Sudamericano Femenino de Fútbol Sub-20
| Año   | Ronda             | Posición          | PJ                | PG                | PE                | PP                | GF                | GC                |
| ----- | ----------------- | ----------------- | ----------------- | ----------------- | ----------------- | ----------------- | ----------------- | ----------------- |
| 2004  | Sin participación | Sin participación | Sin participación | Sin participación | Sin participación | Sin participación | Sin participación | Sin participación |
| 2006  | Primera fase      | 6.º               | 4                 | 1                 | 1                 | 2                 | 9                 | 15                |
| 2008  | Cuarto lugar      | 4.º               | 7                 | 2                 | 1                 | 4                 | 13                | 14                |
| 2010  | Cuarto lugar      | 4.º               | 6                 | 3                 | 0                 | 3                 | 7                 | 11                |
| 2012  | Primera fase      | 5.º               | 4                 | 2                 | 0                 | 2                 | 9                 | 5                 |
| 2014  | Primera fase      | 8.º               | 4                 | 0                 | 2                 | 2                 | 2                 | 6                 |
| 2015  | Primera fase      | 6.º               | 4                 | 2                 | 0                 | 2                 | 6                 | 5                 |
| 2018  | Primera fase      | 5.º               | 4                 | 2                 | 0                 | 2                 | 9                 | 4                 |
| 2020  | Cancelado         | Cancelado         | Cancelado         | Cancelado         | Cancelado         | Cancelado         | Cancelado         | Cancelado         |
| 2022  | Primera fase      | 7.º               | 4                 | 1                 | 1                 | 2                 | 3                 | 3                 |
| 2024  | Primera fase      | 8.º               | 4                 | 1                 | 0                 | 3                 | 2                 | 8                 |
| Total |                   | 7.º               | 41                | 14                | 5                 | 22                | 60                | 71                |

## Entrenadores
Lista incompleta:
- Marta Tejedor (junio de 2007 - diciembre de 2008)
- Andrés Aguayo (2022)
- Pablo Abraham (junio de 2023 - agosto de 2023)
- Luis Mena (2023 - 2024)
- Nicolás Bravo Martínez (junio de 2024 -)

## Palmarés
- Cuarto lugar Campeonato Sudamericano Femenino de Fútbol Sub-20 (2): 2008 y 2010